# Filosofem
Albums de Burzum
Hvis lyset tar oss Dauði Baldrs
Filosofem (norvégien pour "philosophème") est le quatrième album du one man band Burzum, le dernier avant l'emprisonnement de son unique membre Varg Vikernes, et aussi le dernier de black metal jusqu'à la libération de ce dernier, les productions enregistrées en prison étant du dark ambient. Il est souvent considéré comme sa meilleure œuvre. L'album a eu un succès important pour un album de black metal puisqu'il fait son entrée dans les charts britanniques de rock indépendant.

## Éditions
Une version écourtée de Rundtgåing av Den Transcendentale Egenhetens Støtte (Rundgang um die transzendente Säule der Singularität), apparaît sur la bande originale du film Gummo de Harmony Korine. La première chanson s'intitule Dunkelheit, qui signifie « ténèbres » en allemand, bien qu'elle dût à l'origine s'appeler Burzum (qui signifie « ténèbres » dans la langue du Mordor). Il s'agit de la toute première chanson composée par Vikernes lorsqu'il créa Burzum, mais elle ne sortit que plus tard car il n'était pas satisfait des premiers enregistrements.
L'édition CD originale existe en digibook chez Misanthropy Records et en digipack chez Feral House (mais uniquement pour la distribution américaine).
L'édition vinyle originale (de Misanthropy Records) contient deux 33 tours : un noir et un noir pour le premier pressage, puis un bleu et un noir pour le second pressage, la même année (limités à 1 000 copies chacun).
Back on Black a sorti une réédition limitée (2 000 copies) sur vinyle noir en 2005.

## Liste des morceaux
| 1. | Burzum                                              | 7:05  |
| 2. | Jesu Død                                            | 8:39  |
| 3. | Beholding The Daughters Of The Firmament            | 7:53  |
| 4. | Decrepitude I                                       | 7:53  |
| 5. | Rundtgåing Av Den Transcendentale Egenhetens Støtte | 25:11 |
| 6. | Decrepitude II                                      | 7:53  |

| 1. | Dunkelheit (Burzum)                                                                                             | 7:05  |
| 2. | Jesus' Tod (La mort de Jésus)                                                                                   | 8:39  |
| 3. | Erblicket die Töchter des Firmaments (Voir les filles du Firmament)                                             | 7:53  |
| 4. | Gebrechlichkeit I (Décrépitude I)                                                                               | 7:53  |
| 5. | Rundgang um die transzendente Säule der Singularität (Voyage autour du pilier transcendantal de la Singularité) | 25:11 |
| 6. | Gebrechlichkeit II (Décrépitude II)                                                                             | 7:53  |

## Composition
- Varg Vikernes : voix, guitare électrique, guitare basse, batterie, synthétiseur.

## Illustration

Op under Fjeldet toner en Lur, Theodor Kittelsen, 1900.

La pochette de l'album est basée sur une illustration de l'artiste norvégien Theodor Kittelsen, intitulée Op under Fjeldet toner en Lur (« Là-haut sur les collines retentit un clairon »).